# Sauromatès III du Bosphore
Pour les articles homonymes, voir Sauromatès.
Tiberius Julius Sauromates Philocaesar Philoromaios Eusebes (en grec moderne : Τιβέριος Ἰούλιος Σαυροματης Φιλόκαισαρ Φιλορώμαίος Eυσεbής), plus connu sous le nom de Sauromatès III (en grec moderne : Σαυροματης γʹ), mort en 232, est un roi du Bosphore de la dynastie Tibérienne-Julienne qui règne d'environ 229-230 à 232.

## Biographie

### Origine
Fils de Rhescuporis II, ce roi est uniquement connu par son monnayage daté de 231, qui porte la légende « ΒΑΣΙΛΕΩΣ ΣΑΥΡΟΜΑΤΟΥ » (i.e. « roi Sauromatès »), avec à l'avers à droite, vu de trois quarts en avant, un buste drapé de Sauromatès portant un diadème, avec devant le buste, un globule, et au revers le buste lauré et drapé de Sévère Alexandre à droite, vu de trois quarts en avant avec devant le buste, trois globules posés en triangle.

### Règne
Le court règne de Sauromatès III, contemporain de Sévère Alexandre, semble suivre celui de Rhescuporis II (211-228), son père, et être contemporain de celui de Cotys III (228-233), son frère et corégent (?).

### Postérité
Un certain Rhescuporis III (?), qui est peut-être son fils, est roi en 233/235.

## Famille

### Mariage et enfants
De son union avec Eusebia, il eut :
- Rhescuporis III ;
- Ininthimeos selon certaines sources.